# Juan José Millás
Juan José Millás García (Valencia, 1946) è uno scrittore spagnolo, fra i più importanti romanzieri ed elzeviristi contemporanei del suo paese.

## Biografia
Nasce a Valencia nel 1946 e si trasferisce a Madrid, città dove tuttora risiede, all'età di sei anni. Quarto di nove fratelli, il trasferimento nella capitale spagnola avrà grande importanza nella vita di Millás: non solo l'autore passa dalle tonalità calde della città mediterranea a un anonimo quartiere della periferia madrilena (che farà da sfondo a molti dei suoi romanzi e racconti), ma al trasferimento si accompagna anche un peggioramento delle condizioni economiche della famiglia. Dopo aver terminato la sua formazione scolastica, nel 1967 Millás si iscrive alla facoltà di Filosofia dell'Università Complutense, e sceglie di specializzarsi in Filosofia Pura. Le sue aspettative vengono tuttavia deluse da un'università in quel momento vecchia e stantia, e il giovane Juan José abbandona gli studi universitari per poter dedicare il suo tempo a letture più consone alle sue inquietudini, nonché alla scrittura. È questo, infatti, il periodo in cui l'autore sente la sua vocazione, e scrive soprattutto poesie.
Nel 1968 sposa la collega e compagna di studi Margarita Sánchez, dalla quale avrà un figlio. In questo periodo, accetta l'incarico di dirigere una scuola media a Miraflores de la Sierra (Madrid). Sono gli anni in cui scrive il suo primo romanzo, mai pubblicato. Nel 1970 Millás torna a Madrid e, dopo aver prestato servizio militare, si dedica con la moglie all'arte della ceramica e, nel 1972, inizia a lavorare per la compagnia aerea di bandiera spagnola. Il suo nuovo lavoro gli permette di dedicare molto tempo alla scrittura e nel 1974 termina il suo primo romanzo, Cerbero son las sombras. Quest'ultimo viene letto dalla già allora famosa scrittrice Carmen Martín Gaite, la quale, apprezzando molto l'opera, consiglia di presentarla al Premio Sésamo di quello stesso anno, poi vinto proprio dall'autore. Il romanzo viene pubblicato l'anno successivo presso la casa editrice Espejo e, sebbene non ottenga un gran successo di pubblico, viene salutato dalla critica come opera di uno degli autori più promettenti del panorama letterario spagnolo.
Due anni dopo, nel 1977 Millás pubblica Visión del ahogado per le edizioni Alfaguara. Anche questo secondo romanzo sarà accolto molto bene dalla critica ma, a causa della particolare congiuntura storica, il libro passa inosservato al grande pubblico. Il 1977 è altresì l'anno in cui ha termine il primo matrimonio dell'autore. Negli anni successivi lavora al suo terzo romanzo, El jardín vacío, che viene pubblicato nel 1981. Nel 1983 viene dato alle stampe Papel mojado (Carta straccia), primo romanzo diretto ad un pubblico giovane, che riscuote il consenso del pubblico (continua a vendere tuttora la media di 15.000 copie all'anno, superando ormai le 300.000). L'anno seguente viene pubblicato Letra muerta. Nel 1987 sposa in seconde nozze Isabel Menéndez, dalla quale ha un altro figlio. L'anno successivo pubblica El desorden de tu nombre, con il quale rompe finalmente con lo stereotipo di "autore colto" che si era guadagnato a causa del suo ottimo rapporto con la critica che non trovava risvolto in quello con il pubblico. Il numero dei suoi lettori inizia, infatti, a farsi più consistente. Dell'anno successivo è l'unica raccolta di poesie De corpore insepulto, diffusa tuttavia in ambito molto ristretto con sole centosettantasette copie.
Nel 1990 vince la 46ª edizione del prestigioso Premio Nadal con il libro La soledad era esto, che verrà pubblicato dalla casa Destino. Il successo fa sì che Millás intraprenda per la prima volta nella sua vita un'attività che sarà determinante nella sua carriera di scrittore: quella del giornalismo. In questo stesso anno inizia infatti a collaborare con El País e viene altresì pubblicato sul quotidiano El Sol il suo romanzo Volver a casa.
Nel 1993 lascia il suo lavoro presso l'Iberia per dedicarsi esclusivamente alla scrittura. Scrive articoli con assiduità, non solo per El País, ma anche per i gruppi editoriali Prensa Ibérica e Prensa Canaria. Nel 1992 aveva intanto pubblicato la prima raccolta di racconti Primavera de luto, e del 1994 è la raccolta Ella imagina che include l'unica opera teatrale dell'autore dal titolo omonimo. Nel 1995 escono il romanzo Tonto, muerto, bastardo e invisibile e una antologia di scritti, alcuni dei quali comparsi sui quotidiani, intitolata Algo que te concierne, seguita a breve da ulteriori raccolte di racconti: Cuentos a la intemperie (1997) e La viuda incompetente y otros cuentos (1998) Sono gli anni in cui l'autore acquista già grande fama come articolista. Nel 1998 esce El orden alfabético che vende più di 70.000 copie e vince il Premio de la crítica de la Asociación de escritores y críticos de Valencia nel 1999, anno di pubblicazione di No mires debajo de la cama.
Del 2000 è l'antologia Cuerpo y prótesis, mentre, nel 2001, pubblica due libri molto particolari: gli Articuentos, neologismo che sottolinea la capacità/volontà dell'autore di far letteratura a partire dai fatti dell'attualità spagnola e mondiale (deriva infatti dalla crasi delle parole articolo e racconto) e Números pares, impares e idiotas, opera che unisce testi dello scrittore a disegni del vignettista e fumettista Antonio Fragua (in arte Forges). Negli anni successivi saranno pubblicate varie raccolte di racconti. Gli ultimi romanzi pubblicati dall'autore sono invece Dos mujeres en Praga (2002) e Laura y Julio (2006) e El mundo (2007).
Il successo e l'importanza assunta dall'autore nel panorama letterario internazionale, è stata confermata dal conferimento, nel maggio del 2006, della laurea honoris causa da parte dell'Università degli Studi di Torino e dalla vincita del premio Planeta con il romanzo El mundo nel 2007.